# Грибов Олексій Миколайович
Олексі́й Миколайович Грибо́в (рос. Алексе́й Никола́евич Гри́бов; 18 (31) січня 1902, Москва, Російська імперія — 26 листопада 1977, Москва, РРФСР, СРСР) — радянський актор. Народний артист СРСР (1948). Лауреат Державної премії СРСР (1942, 1946, 1952), Державної премії Росії (1974). Герой Соціалістичної Праці (1972).

## Біографія
Закінчив Школу при 3-й Студії МХАТу (1924). В кіно знімався з 1935 р.
Грав у фільмах «Весілля», «Без вини винні», «Вірні друзі», «Шведський сірник», «Смугастий рейс», «Зигзаг удачі».

## Фільмографія
- 1935 — Гарячі днинки — командир танкового батальйону
- 1937 — Два брата (короткометражний)
- 1938 — Болотні солдати — Шульц, комуніст-підпільник
- 1938 — Поїзд йде в Москву (короткометражний) — машиніст
- 1939 — Людина у футлярі — Афанасій, слуга Бєлікова
- 1941 — Перша кінна — Григорій Коцура, отаман
- 1944 — Поєдинок — комісар держбезпеки
- 1944 — Весілля — батько
- 1945 — Без вини винуваті — Шмага
- 1946 — Клятва — Климент Єфремович Ворошилов
- 1949 — Падіння Берліна — Климент Єфремович Ворошилов
- 1950 — Донецькі шахтарі — Ворошилов
- 1950 — Секретна місія — генерал радянської розвідки
- 1950 — Сміливі люди — Костянтин Сергійович Воронов, старший тренер конезаводу
- 1951 — Спортивна честь — Петро Семенович Гринько
- 1952 — На дні (фільм-спектакль) — Лука, старий мандрівник
- 1952 — Ревізор — Осип, слуга Хлестакова
- 1953 — Сеанс гіпнозу (короткометражний) — Микита Борщов
- 1953 — Таємнича знахідка — Никанор Сарванов, народний оповідач
- 1954 — Анна на шиї — Іван Іванович
- 1954 — Вірні друзі — Віталій Григорович Нехода — начальник будівництва
- 1954 — Шведський сірник — Микола Єрмолайович Чубик, слідчий
- 1955 — Син — Сергій Іванович Кондратьєв, адміністратор цирку
- 1957 — Гутаперчевий хлопчик — Едвардс, Василь Васильович — клоун
- 1957 — Як спіймали Семагу (короткометражний) — епізод
- 1958 — Військова таємниця — Федір Михайлович, начальник табору
- 1958 — Справа «строкатих» — А. Н. Волохов, секретар райкому партії
- 1958 — Чудотворець з Бірюльово (короткометражний) — Парамонов, чудотворець
- 1959 — Вірні серця — Пухов
- 1959 — Люди на мосту — начальник будівництва залізниці
- 1959 — Незвичайна подорож Мішки Стрекачова — машиніст
- 1959 — Пісня про Кольцова — Кашкін
- 1959 — Витвір мистецтва (короткометражний) — Шашкін, актор
- 1960 — Альошкіна любов — дід Зінки
- 1960 — Безсонна ніч — Петро Ілліч Батавін
- 1960 — Мертві душі (фільм-спектакль) — Михайло Семенович Собакевич
- 1960 — Сліпий музикант — федор Кандиба, бандурист
- 1961 — Дорослі діти — Анатолій Кузьмич Корольов
- 1961 — Смугастий рейс — капітан Василь Васильович
- 1962 — Як народжуються тости (короткометражний) — водопровідник
- 1962 — Сева лікує друга (короткометражний) — Афанасій Матвійович, гардеробник
- 1962 — Сім няньок — дідусь Олени
- 1963 — Перший тролейбус — Єгор, вахтер на цегельному заводі
- 1963 — Сліпий птах — начальник поїзда
- 1963—1967 — Гніт (короткометражний)
- 1964 — Донська повість — Кузьмич, старий козак
- 1964 — Рогатий бастіон — Микола Сергійович — секретар обкому
- 1964 — Що таке теорія відносності? (короткометражний) — актор
- 1965 — Дорога до моря — Дорофєєв
- 1965 — Учитель словесності (фільм-спектакль) — Шелестов, батько Вари і Манюсі
- 1966 — Гравюра на дереві (фільм-спектакль) — Микитович
- 1966 — Довге щасливе життя — Фірс
- 1966 — Начальник Чукотки — Тимофій Іванович Храмов, колезький реєстратор
- 1967 — Тетянин день — розпорядник у цирку
- 1968 — Борсуки (фільм-спектакль) — Савелій Савелійович, батько Семена і Павла
- 1968 — В гостях у московської міліції (фільм-спектакль)
- 1968 — Віринея — слідчий
- 1968 — Зигзаг удачі — Полотєнцев, директор фотоательє
- 1969 — Якщо є вітрила — Остапчук, начальник пароплавства, дядько Вікі
- 1970 — Крах імперії — Олександр Пилипович, генерал-жандарм
- 1970 — Любов Ярова — Кутов, полковник білої армії
- 1971 — День за днем — дядя Юра, таксист
- 1971 — Одружилися старий із старою (короткометражний) — Федір Федорович
- 1972 — Вороги (фільм-спектакль) — Левшин
- 1972 — За все у відповіді — Василь Миколайович
- 1973 — Село Степанчиково і його мешканці (фільм-спектакль) — Фома Опискин
- 1974 — Соло для годинника з боєм (фільм-спектакль) — Райнер

### Озвучування
- 1951 — Ніч перед різдвом (мультфільм)) — від автора
- 1952 — Фанфан-тюльпан — Лафраншіз — роль Неріо Бернарді
- 1952 — Каштанка (мультфільм) — незнайомець
- 1954 — Царівна-жаба (мультфільм))
- 1955 — Крах емірату — Ханкулов
- 1955 — Сніговик-поштовик (мультфільм) — дід Мороз
- 1959 — День народження (мультфільм) — старий
- 1961 — Вперше на арені (мультфільм)
- 1961 — Мурашка-хвалько (мультфільм) — Жук
- 1962 — Дві казки (мультфільм)
- 1963 — Казка про старого кедра (мультфільм)
- 1963 — Тараканище (анімаційний) — гіпопотам
- 1966 — Ведмедик і той, що живе в річці (мультфільм) — їжак
- 1966 — Походження вида (анімаційний) — читає текст
- 1967 — Пісенька мишеняти (мультфільм)
- 1967 — Казка про золотого півника (мультфільм)
- 1969 — Повернення з Олімпу (мультфільм)
- 1969 — В Країні невивчених уроків (мультфільм) — дієслово
- 1969 — Снігуронька (мультфільм) — читає текст
- 1970 — Бувальщина-небилиця (мультфільм)
- 1970 — Дядя Міша (мультфільм) — колюча голова, їжачок
- 1970 — Мій друг Мартин (мультфільм) — чоловік у піжамі
- 1970 — Найголовніший (мультфільм) — орач
- 1972 — Коля, Оля і Архімед (мультфільм)
- 1972 — Куди летиш, Вітаре? (мультфільм)) — пугач
- 1972 — Розповіді старого моряка (мультфільм)
- 1974 — Як козлик землю тримав (мультфільм) — вовк
- 1974 — Молодильні яблука (мультфільм) — воїн (у титрах не вказано)
- 1975 — Горбоконик (мультфільм)